# Сахаров, Алексей Николаевич
Алексе́й Никола́евич Са́харов (1934—1999) — советский и российский кинорежиссёр и сценарист, Народный артист РСФСР (1979). Лауреат Государственной премии СССР (1980).

## Биография
Родился 17 апреля 1934 года в посёлке Воротынск (ныне — Калужской области).
В 1959 году окончил режиссёрский факультет ВГИКа (мастерская С. Юткевича).
С 1958 — режиссёр-постановщик киностудии «Мосфильм». В 1979—1986 гг. — художественный руководитель Второго творческого объединения киностудии «Мосфильм».
Умер 25 января 1999 года в Москве. Похоронен на Даниловском кладбище.

## Фильмография

### Режиссёр
- 1955 — «На бойком месте» (телеспектакль) — совместно с Ольгой Викландт и Еленой Скачко
- 1958 — «Легенда о ледяном сердце» — совместно с Э. Шенгелая
- 1959 — Снежная сказка — совместно с Э. Шенгелая
- 1961 — Перевал
- 1962 — Коллеги
- 1965 — Чистые пруды
- 1967 — Морские рассказы (новелла «Скорпион и вата»)
- 1970 — Случай с Полыниным
- 1972 — Человек на своём месте
- 1973 — С весельем и отвагой
- 1979 — Вкус хлеба
- 1987 — Время летать
- 1989 — Лестница
- 1995 — Барышня-крестьянка
- 1999 — На бойком месте

### Сценарист
- 1961 — Перевал — участие в сценарии
- 1962 — Коллеги — автор сценария
- 1967 — Морские рассказы — автор сценария (совместно с А. Светловым)
- 1970 — Случай с Полыниным — автор сценария (совместно с К. Симоновым)
- 1979 — Вкус хлеба — автор сценария (совместно с А. Лапшиным, Р. Тюриным, В. Черных)
- 1995 — Барышня-крестьянка — автор сценария (совместно с А. Житинским)
- 1999 — На бойком месте — автор сценария (совместно с Д. Сухаревым)

## Награды
- 28 марта 1974 - Заслуженный деятель искусств РСФСР
- 21 декабря 1979 - Народный артист РСФСР
- 1980 — Государственная премия СССР (фильм «Вкус хлеба»)
- 1990 — Международный кинофестиваль фантастических фильмов в Риме (Приз, фильм «Лестница»)
- 1995 — Международный кинофестиваль детских фильмов в «Артеке» (Приз «За самый добрый фильм», фильм «Барышня-крестьянка»)
- 1995 — Международный кинофестиваль славянских и православных народов «Золотой Витязь» (Большой спец. приз жюри Российского Земского движения за лучший игровой фильм, фильм «Барышня-крестьянка»)
- 1995 — Международный кинофестиваль славянских и православных народов «Золотой Витязь» (Приз «Золотой Феникс» Гильдии актёров кино России «За создание уникального актёрского ансамбля», фильм «Барышня-крестьянка»)
- 1995 — Открытый кинофестиваль «Киношок» в Анапе (Гран-при, фильм «Барышня-крестьянка»)
- 1996 — РКФ «Литература и кино» в Гатчине (Приз зрительских симпатий, фильм «Барышня-крестьянка»)
- 1999 — РКФ «Литература и кино» в Гатчине (Приз зрительских симпатий, фильм «На бойком месте»)
- 1999 — Золотая пушкинская медаль «За вклад в развитие, сохранение и приумножение традиций отечественной культуры»